# 김성화 (안무가)
김성화(金城華, 1980년 2월 3일~)는 대한민국의 현대무용가이자 안무가이다.